# رولاند گربر (بازیکن فوتبال)
رولاند گربر (انگلیسی: Roland Gerber; ۲۰ مهٔ ۱۹۵۳ – ۲۴ فوریهٔ ۲۰۱۵ (۶۱ سال)) بازیکن فوتبال اهل آلمان بود.
از باشگاه‌هایی که در آن بازی کرده‌است می‌توان به باشگاه فوتبال دارمشتات ۹۸، باشگاه فوتبال اسنابروک، و باشگاه فوتبال کلن اشاره کرد.